# Synalissa tempaca
Synalissa tempaca är en fjärilsart som beskrevs av Heinrich Benno Möschler 1880. Synalissa tempaca ingår i släktet Synalissa och familjen nattflyn. Inga underarter finns listade i Catalogue of Life.